# Aspects de la psychologie de Mahomet
L'étude des aspects de la psychologie de Mahomet conduit à plusieurs théories et thèses dont certaines sont controversées.

## Frustration et nervosité
L'historien Maxime Rodinson tente une approche psychologique du personnage de Mahomet, en reconnaissant qu'on ne connaît pas la psychologie du prophète de l'islam en détail, et que ce qu'il écrit se borne à être des hypothèses. Rodinson le juge « insatisfait », et que sa frustration « pouvait créer une personnalité avide de revanche sur tous ces points ». Les causes de sa frustration pourraient être : ne pas avoir d'héritiers mâles (une honte chez les Arabes, Mahomet était surnommé abtar, « mutilé, amputé ») ; ne pas assouvir ses besoins sexuels provoqués par son « tempérament érotique » ; ne pas être reconnu comme « une personne exceptionnelle ». À l'ensemble de ces frustrations s'ajoute, selon Maxime Rodinson, une « constitution pathologique » : Mahomet avait alors six ans lorsque, selon la Tradition, des anges seraient venus lui ouvrir le cœur. Son père nourricier, Harith ibn Abd-al-Ozza, inquiet avait dit : « Halima, j'ai peur que ce garçon n'ait eu une attaque, ramène-le à sa famille, avant que cela ne se déclare. »
Au sujet de son supposé tempérament érotique, Edward Gibbon affirme que Mahomet ne s'est marié que pour des raisons d'unification des Arabes, il dit : « Sa fidélité pour Khadija pourrait fournir un moyen de défense plus sérieux et plus durant les vingt-quatre années de leur mariage, il ne fut malgré sa jeunesse aucun usage de son droit de polygamie, et de l’orgueil ou la tendresse de la respectable matrone n’eut jamais à souffrir l’association d’une rivale. ».

## Mysticisme
M. Rodinson rapproche sa personnalité de celle des kohhân (au singulier kâhin), des poètes arabes préislamique qui se sentaient accompagnés d'esprits familiers, qui avaient des visions, et à qui ont demandait oracles et conseils. Il ne le considère toutefois pas un kâhin, car « sans s'en rendre compte, il cherchait à les dépasser ». Après une longue comparaison de Mahomet avec certains mystiques, comme Thérèse d'Ávila, et appuyé l'idée que Mahomet croyait sincèrement à la Voix qui lui dictait des choses, Rodinson conclut : « Mohammad dut aussi éliminer, trier, inconsciemment sans doute, et ne retenir que ce qui « édifiait, exhortait, consolait ». Ses plus beaux poèmes n'ont sans doute jamais été écrits. Il attendait de Dieu des messages dans un sens donné et son attente modelait le verbe qui cherchait, en vain, à se montrer « plus fort que lui ». Au-delà des glossalistes chrétiens, il découvrait la démarche des grands prophètes d'Israël. »
Pour Louis Massignon décrivant le rôle de Mahomet, il écrit : "l'évidence avec laquelle il comprenait le Livre divin n'exigeait pour se communiquer aux autres que la simple adhésion de la raison humaine à sa propre Loi constitutive. Et ce point fondamental de la psychologie de Muhammad, sa sincérité obstiné, nous explique l'identification que l'apologétique musulmane a faite du Qoran avec la loi naturelle, la loi divine positive, le livre du jugement et la Parole divine". Il décrit " le développement psychologique de la situation" : "L'intelligence de Mohammed a reçu l'impression vigoureuse d'une idée pure et simple, abstraite et nue, donc une, celle de la divinité" cette essence divine, pure et simple, le prophète la considère " au centre de son intelligence, et elle lui fait reconstruire, grâce à l’expérience quotidienne, toute la religion naturelle : créateur, créature; croyant, infidèle; élu, damné", pour conclure : "La proclamation de l'unité divine est pour Mohammed l'essence de sa lecture de cette Loi divine qu'il sait gravée dans toutes les raisons et confiées à tous les prophètes. Il est donc l'un d'entre eux, puisqu'il en a conçu la pensée."

## Approche de W. Montgomery Watt
William Montgomery Watt  explique les raisons pour lesquelles Mahomet doit être considéré comme quelqu'un de droit et sincère : "Depuis l'étude de Carlyle sur Mahomet dans "Heroes and Heroworship", l'Occident s'est rendu compte qu'il existait de bons arguments pour être convaincu de la sincérité de Mahomet. Sa volonté de supporter d'être persécuté pour sa foi, le caractère élevé des hommes qui croyaient en lui et pour qui il était le chef, enfin la grandeur de son œuvre dans ses dernières réalisations, tout témoigne de sa foncière droiture. Soupçonner Mahomet d'être un imposteur soulève plus de problèmes que cela ne résout. Aucune des grandes figures de l'histoire n'a pourtant été appréciée de façon aussi indigente en Occident que Mahomet. Les écrivains occidentaux se sont montrés surtout enclins à croire le pire de Mahomet et chaque fois que la moindre interprétation critique d'un fait pouvait passer pour plausible, ont tendu à l'accepter pour monnaie comptant. Il ne suffit pas cependant d'inscrire au crédit de Mahomet sa probité foncière et sa résolution si nous voulons tout comprendre de lui. Si nous tenons à corriger les erreurs hérités du passé à son sujet, nous devons, dans chaque cas d'espèce, tant qu'aucune preuve concluante n'est produite à l'encontre, nous en tenir fermement à sa sincérité. Il nous faut alors aussi ne pas oublier qu'une preuve concluante exige pour être administrée beaucoup plus que d'être simplement plausible et sur un sujet tel que celui-ci ne peut être produite que difficilement."
Il donne des exemples d'actions de Mahomet : " Un petit enfant fut un jour présenté à Mahomet qui le prit dans ses bras; un instant après, l'enfant l'inonda; quand la mère le frappa pour le punir, Mahomet lui fit des reproches, disant « Tu as fait mal à mon fils » et (c'est là qu'intervient le point de vue légal) il refusa de changer son vêtement et de le faire laver, puisqu'il s'agissait d'un petit garçon. Sa bonté s'étendait même aux animaux, ce qui est remarquable pour l'époque à laquelle il vivait et pour cette partie du monde. Lorsqu'il marchait sur la Mecque avant la conquête, lui et ses soldats virent une chienne qui avait des petits, et non seulement Mahomet donna l'ordre de ne pas l'effrayer, mais il chargea un de ses hommes de veiller à ce que sa consigne soit observée.
Ce sont là des aperçus intéressants sur la personnalité de Mahomet et qui nous aident à compléter l'image que nous nous formons de lui d'après sa conduite des affaires publiques. Il gagnait le respect et la confiance des gens par le fait des motifs religieux qui étaient à la base de son action et par des qualités telles que le courage, la résolution, l'impartialité, une fermeté qui touchait à la dureté, mais qui était tempérée par sa générosité. En plus le charme de ses manières lui assurai l'affection et le dévouement de ceux qui l'approchaient."

## Estime de soi
Selon d'autres sources, à six ans, Mahomet éprouvera son premier deuil en quittant sa nourrice et son milieu bédouin. Quelques psychologues disent que cette période fut importante pour son mental.  Aussi, Mahomet a vécu une vie  d'orphelin. Une situation familiale et sociale semblable provoque en général un caractère faible et un déséquilibre mental grave. « Mais, Mahomet sera au contraire équilibré, fort, ouvert, loyal, créatif et équilibré, même dans les moments les plus difficiles. Il défendra toujours les orphelins et condamnera les égoïstes et les prévaricateurs. » écrit Gabriel Mandel Khân.

## Bonté et douceur
Selon Rodinson, Mahomet donne « l'impression d'un homme sage, pondéré, équilibré », et fait preuve de pragmatisme. « Et pourtant, derrière toute cette façade, il y a un tempérament nerveux, passionné, inquiet, fiévreux, plein d'aspirations impatientes », Mahomet va « jusqu'à des crises nerveuses d'une nature tout à fait pathologique ».
L'historien Ernest Renan écrit sur sa personnalité : « En somme, Mahomet nous apparaît comme un homme doux, sensible, exempt de haine. Ses affections étaient sincères ; son caractère, en général, porté vers la bienveillance. Lorsqu'on lui serrait la main en l'abordant, il répondait cordialement à cette étreinte, et jamais il ne retirait la main en premier. Il saluait les petits enfants et montrait une grande tendresse de cœur pour les femmes et les faibles. "Le Paradis, disait-il, est au pied des mères". Ni les pensées d'ambitions, ni l'exaltation religieuse, n'avaient desséché en lui le germe des sentiments individuels. On le voyait traire lui-même ses brebis, et il s'asseyait à terre pour raccommoder ses vêtements et chaussures. »

## Hypothèse de la schizophrénie
Selon l'approche phénoménologique et neuropsychique des « révélations » de Mahomet, Malek Bennabi s'oppose à la thèse de la schizophrénie chez Mahomet dans "Le Phénomène Coranique". Selon Bennabi, il faut analyser le phénomène du prophétisme d'un point de vue phénoménologique et neuropsychique. « Par son témoin unique; le Prophète, le prophétisme se donne comme un phénomène objectif indépendant du "Moi" humain qui l'exprime. »
Bennabi écrit : « En effet, le prophète est un sujet qui peut nous parler de cet "état interne", qui le raisonne même, d'abord pour sa conviction personnelle et ensuite pour l'économie extérieure de sa mission. (...) Si prophétisme il y a, il doit tout d'abord être considéré comme la cause perturbatrice qui engendre dans un "Moi" humain l'irrésistible attraction d'une mission dont les mobiles et les buts ne s'expliquent pas comme données de ce "Moi". (...) Jonas, Jérémie, Mohammed sont ainsi autant d'individus qui ont voulu tout d'abord se soustraire volontairement à la vocation prophétique. Ils résistent mais sont finalement emportés par leur vocation. » 
Bennabi décrit ainsi ce qui caractérise le prophétisme chez Mahomet : « 1) Un absolu psychologique élimine tous les autres facteurs du "Moi" dans la détermination finale du prophète pour son comportement. 2) Un jugement paradoxal sur des faits de l'avenir dicté par une sorte d'absolu qui n'a aucune base logique. 3) La continuité de la manifestation prophétique et sa similitude apparente et interne chez tous les prophètes. »
Ainsi le penseur réfute donc la thèse, selon lui imparfaite de la schizophrénie, et traite le prophétisme de manière qu'il estime plus neutre par la phénoménologie. Il réfutera également la thèse de l'épilepsie de Mahomet. « En effet, chaque révélation s'accompagnera, chez lui, de symptômes particuliers. Par la suite, il confiera à ses compagnons, qu'au moment où le phénomène va se manifester, il entend un bourdonnement annonciateur : parfois semblable à celui d'un essaim d'abeilles se ruant hors de la ruche et parfois plus métallique comme un tintement de cloche. (...) D'autre part, ses compagnons pouvaient remarquer chaque fois, que la "révélation" se manifestait, la soudaine pâleur suivie d'une rougeur congestionnée du visage chez Mohammed. D'ailleurs, lui-même s'en rendait compte puisqu'il ordonnait qu'on lui couvrît la tête d'un voile, chaque fois que le phénomène avait lieu. (...) Cette précaution ne signifie-t-il pas que ce phénomène était indépendant de la volonté de l'homme puisque celui-ci se trouvait momentanément paralysé, incapable de se couvrir la face lui-même et gémissant dans un état extrêmement douloureux comme l'a noté la tradition ? (...) S'emparant de ces indices physiologiques, certains critiques se hâtent d'y reconnaître les symptômes de l'épilepsie. (...) Les symptômes physiologiques eux-mêmes ne sont pas propres à un diagnostic de l'épilepsie, laquelle déclenche une paralysie convulsive chez le sujet, privé momentanément de ses facultés intellectuelles »
Un autre point sur lequel s'arrête encore Bennabi est que selon les chroniqueurs, plusieurs événements historiques du phénomène de prophétie chez Mahomet semblent échapper complètement au contrôle de Mahomet où Bennabi décèle certaines oppositions du "Moi Mohamédien" au phénomène prophétique.

## Hypothèse de l'épilepsie
Le neuropsychologue Abbas Sadeghian s'est également intéressé aux aspects neuropsychologiques des révélations de Mahomet.  Il expose dans son livre Sword & Seizure le résultat de ses recherches basées sur les textes historiques y compris le Coran.  Selon ses analyses Mahomet souffrait d’accès épileptiques.  Les signes qui l'on amené à ce diagnostic sont les suivants : 
sueur abondante ; tremblements léger ; hallucinations olfactives, auditives et visuelles : sensations épigastriques (mauvais goût) ; transpiration et religiosité excessives". Les symptômes qu’il évoque sont tous décrits dans le coran. L'intérêt du travail de Sadeghian est d'avoir analysé des sources historiques variées et pas uniquement le coran. Pour faire une analyse correcte, il est nécessaire d'avoir de la documentation indépendante de ce que la personne a écrit.
Abbas Sadeghian, pratique la neuropsychologie depuis presque 20 ans et est membre du corps enseignant du Northeastern Ohio Universities College of Medicine.  
L'hypothèse de l'épilepsie chez Mahomet n'est pas neuve, l'historien byzantin Théophane (750-817) en parlait déjà un siècle et demi après la mort de Mahomet.  Il écrivait que la femme de Mahomet "regretta vivement, elle qui était noble, de s'être unie à cet homme qui était non seulement pauvre, mais en outre épileptique".
Au XIVe siècle, l'écrivain Jean de Mandeville écrivait « Mahomet tombait souvent du haut mal, c’est-à-dire l’épilepsie… » .  L'évocation de l'épilepsie de Mahomet est également évoquée par l'historien Bayle dans son dictionnaire historique et critique où il indique que : « Comme Mahomet était sujet au mal caduc (épilepsie), et qu'il voulut cacher à sa femme cette infirmité, il lui fit accroire qu'il ne tombait dans ses convulsions, qu'à cause qu'il ne pouvait tenir la vue de l'ange Gabriel, qui lui venait annoncer de la part de Dieu plusieurs choses concernant la religion».
Certains orientalistes occidentaux du XVIIe siècle avaient une vue sceptique à propos des crises épileptiques de Mahomet : Humphrey Prideaux pensait que Mahomet avait un contrôle conscient durant les révélations et pouvait prétendre être en transe religieuse  Il considérait l'épilepsie de Mahomet comme une duperie. 
L’historien du XVIIIe siècle Edward Gibbon réfute l'existence de l'épilepsie chez Mahomet, il écrit « Mahomet conserva jusqu’à l’âge de soixante-trois ans les forces nécessaires aux travaux temporels et spirituels de sa mission. Ses accès d’épilepsie, calomnie inventée par les Grecs, devraient exciter la pitié plutôt que l’aversion… Lorsqu’il se vit à la fin de sa carrière, il édifia ses frères par son humilité…  il vit avec une fermeté tranquille approcher son dernier moment… »
L'orientaliste du XIXe siècle, D. S. Margoliouth, déclarait que Mahomet souffrait d'épilepsie et qu'occasionnellement il feignait les effets de la maladie. Durant le XIXe siècle, comme l'islam n'était plus une menace politique ou militaire pour la société occidentale, et que la perception de l'épilepsie avait changé, les associations théologiques et morales avec l'épilepsie ont été abandonnées, l'épilepsie est à présent considérée comme un désordre médical.[réf. nécessaire]
Au XXe siècle, Rodinson croit que « s'il en est ainsi, elle était d'une forme bénigne », mais il la juge peu vraisemblable.
Pour l'épilepsie supposé de Mahomet, Watt écrit : « Des adversaires de l'Islam ont souvent affirmé que Mahomet était épileptique et que par conséquent ses expériences religieuses n'étaient pas valables. En fait, les symptômes décrits ne sont pas identiques à ceux de l'épilepsie, cette infirmité conduisant à un délabrement physique et mental, tandis que Mahomet n'a jamais cessé jusqu'au bout d'être en pleine possession de ses facultés. Puis, même si l'allégation pouvait se tenir, l'argument serait absolument contraire à tout bon sens, sans autre fondement que celui de l'ignorance et du préjugé. »